# جامع الأنبياء
جامع الأنبياء جامع يقع في أقصى شرق حي الأنبياء من البلدة القديمة في مدينة نابلس. يقال إن أولاد يعقوب عليه السلام دفنوا فيه، ومنهم أخذ اسمه، وضريح الأنبياء في غرفة فيه وطوله 4 أمتار، وهو مكسو بحلل خضراء، وبقربه بئر يعرف ببئر الأنبياء.

## الوصف
يوجد داخل الجامع ضريح طويل مغطى بقماش أخضر وعليه قطعة بيضاء مكتوب عليها «هذا ضريح أسيادنا أنبياء الله الكرام من أولاد يعقوب وهم:» بالون«، و» يشجر«، و» أشر«على نبينا وعليهم وعلى سائر الأنبياء أفضل الصلاة وأتم التسليم». وقد ذكر الرحالة عبد الغني النابلسي «الدمشقي» أثناء زيارته لنابلس سنة 1101 هـ أنه وجد في هذا الجامع قبرا عاليا ويظن أن أبناء يعقوب دفنوا فيه، حيث كتبت أسماؤهم على ظهر حائط الغار: (أولاد يعقوب عليهم السلام: روبن، لاوا، نبي يامين، سيوخو، تفتوتي، يهووى، وفيه اسمان آخران لم نعرفهما.)
و نفى مصدر تاريخي آخر هذين القولين إذ يرى أن يعقوب وأولاده رحلوا إلى مصر وأقاموا فيها. ولم تدل المصادر على رجوعه وأولاده إلى فلسطين. وقد رُمِّمَ هذا الجامع من قبل المحسنة فاطمة عاشور سنة 1311 هـ.
مئذنته الحالية بناها الفاضل إبراهيم عبده وبنى ليوانه الحاج فخر الدين الآخرمي سنة 1176 هـ.[بحاجة لمصدر]

## وصلات خارجية
- موقع بلدية نابلس